# Liste der Naturdenkmale im Saarpfalz-Kreis
Die Liste der Naturdenkmale im Saarpfalz-Kreis nennt die Listen der im Saarpfalz-Kreis im Saarland gelegenen Naturdenkmale.
| Ort           | Liste                                    |
| ------------- | ---------------------------------------- |
| Bexbach       | Liste der Naturdenkmale in Bexbach       |
| Blieskastel   | Liste der Naturdenkmale in Blieskastel   |
| Gersheim      | Liste der Naturdenkmale in Gersheim      |
| Homburg       | Liste der Naturdenkmale in Homburg       |
| Kirkel        | Liste der Naturdenkmale in Kirkel        |
| Mandelbachtal | Liste der Naturdenkmale in Mandelbachtal |
| St. Ingbert   | Liste der Naturdenkmale in St. Ingbert   |